# Comologno

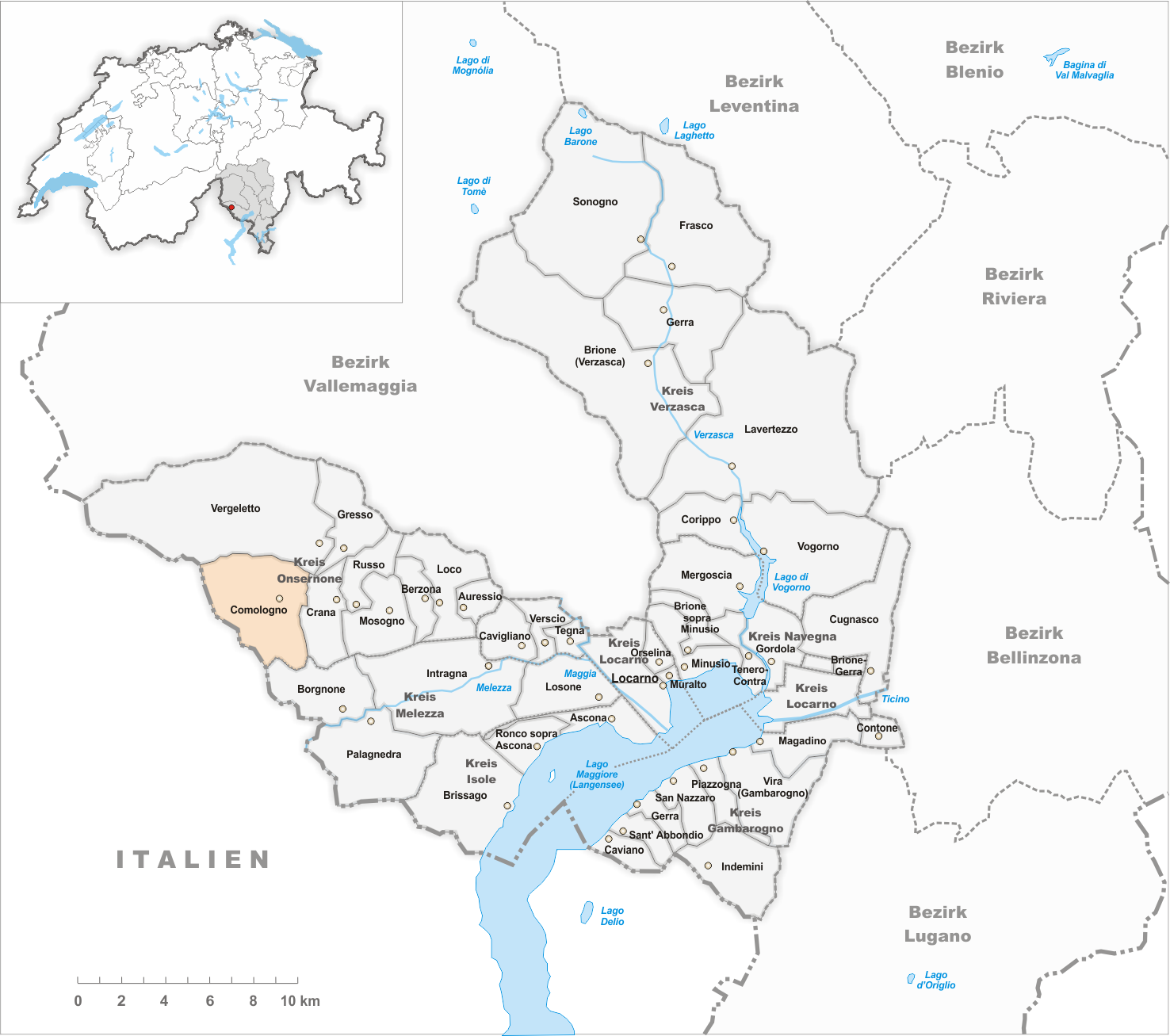
Gemeindestand vor der Fusion am 1. Januar 1995

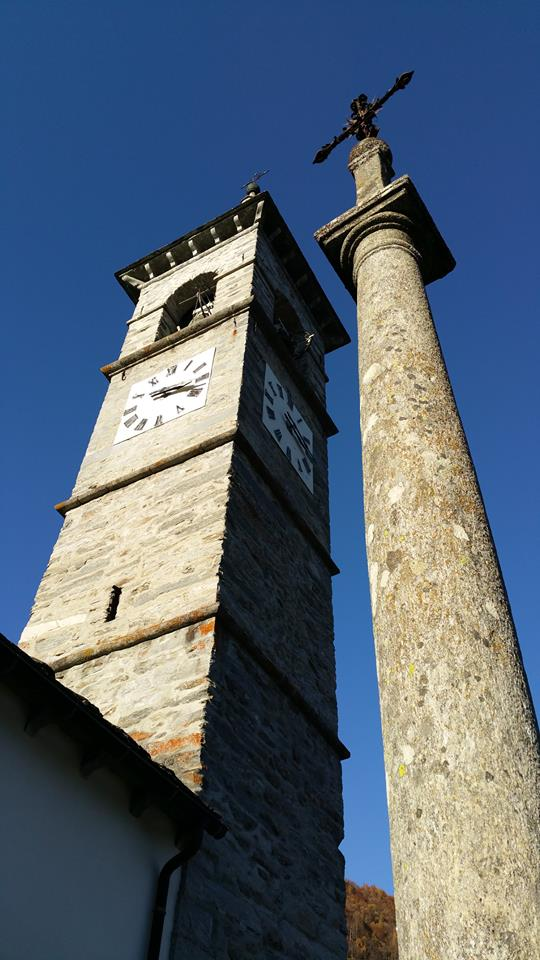
Kirche San Giovanni Battista, Glockenturm

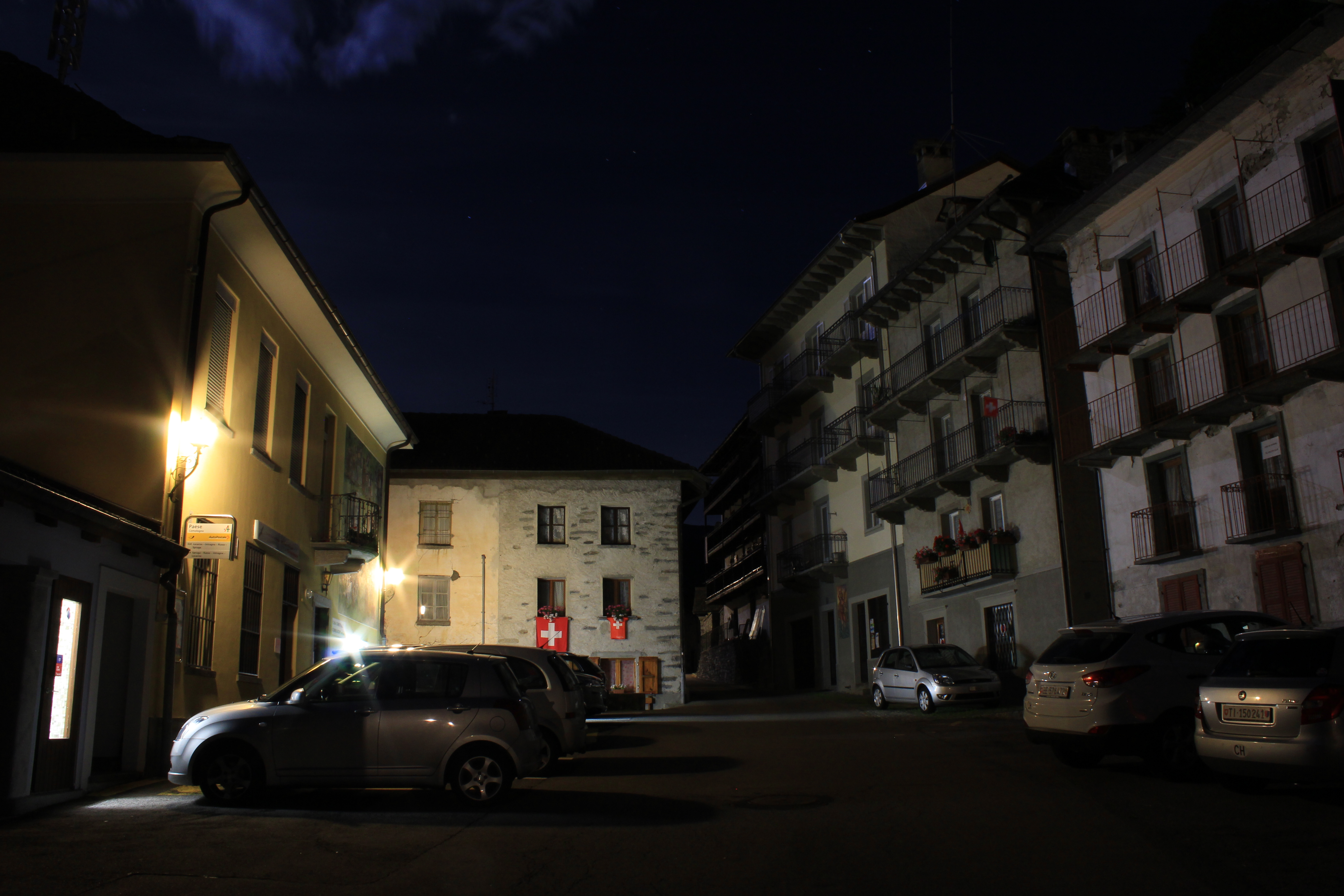
Platz in der Nacht

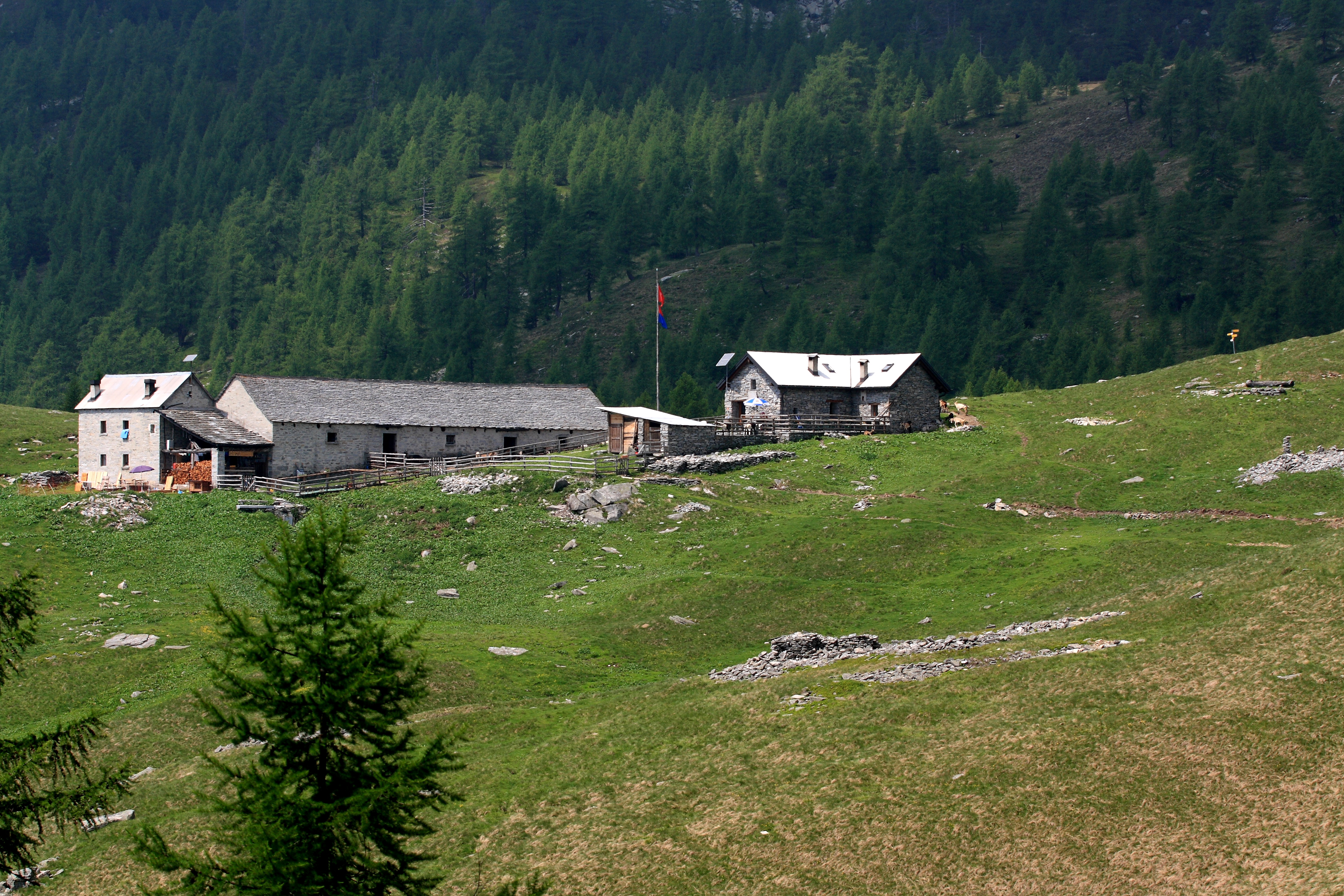
Alpe Salei

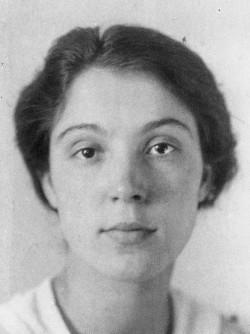
Aline Valangin

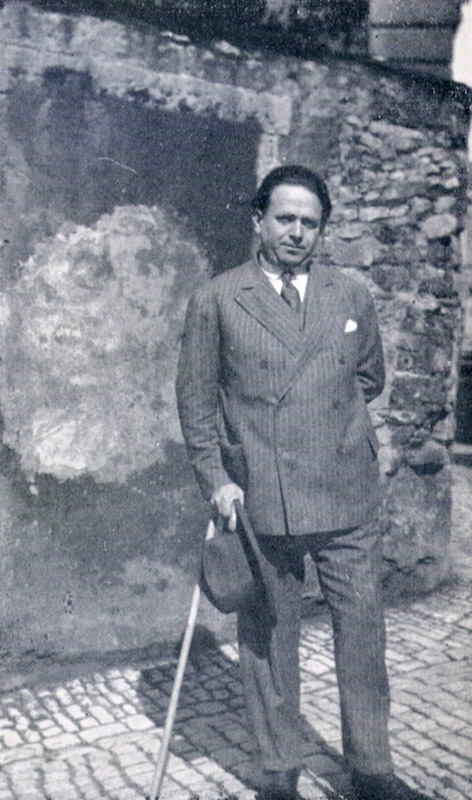
Tucholsky in Paris (1928)

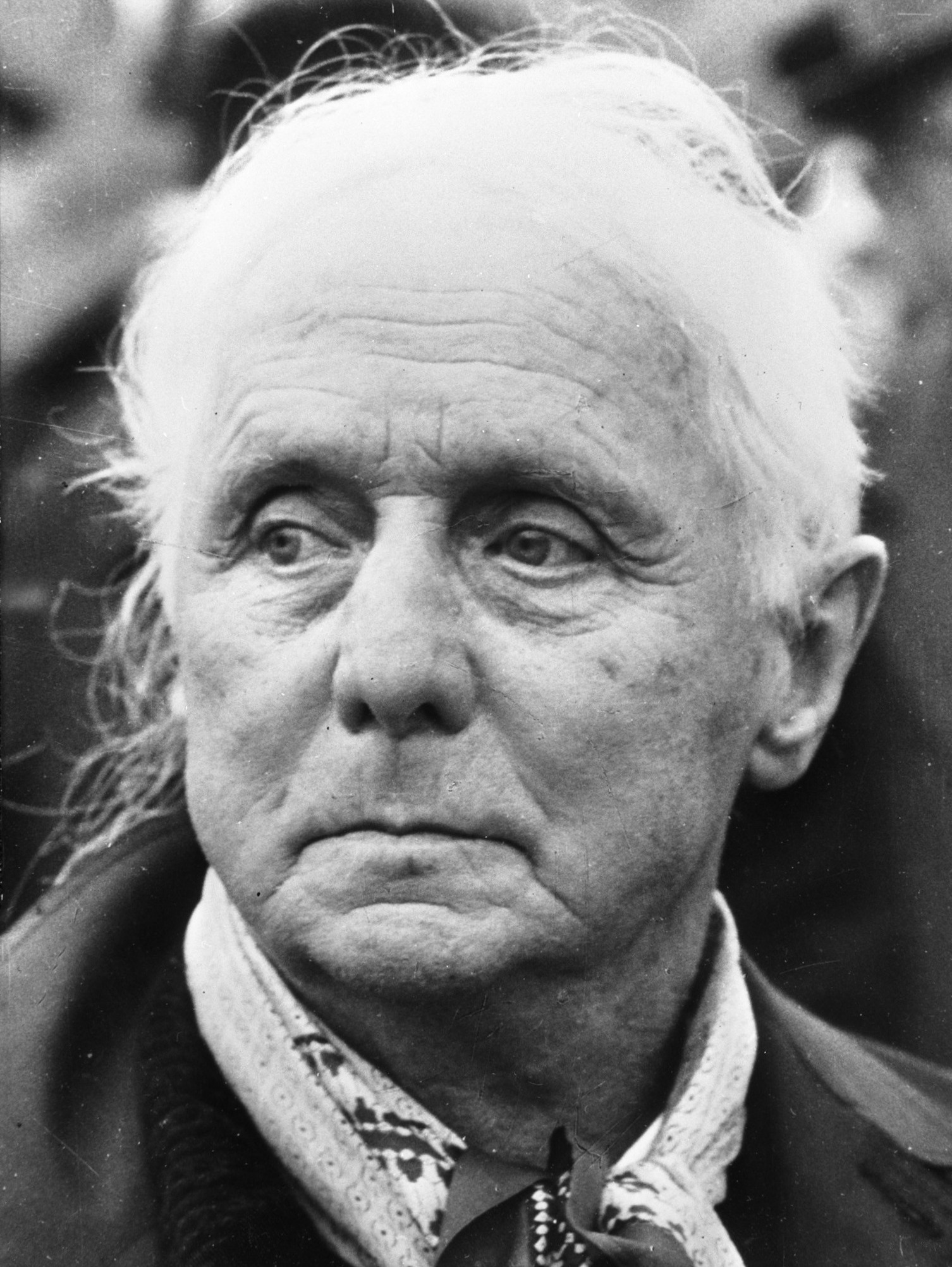
Max Ernst, 1968

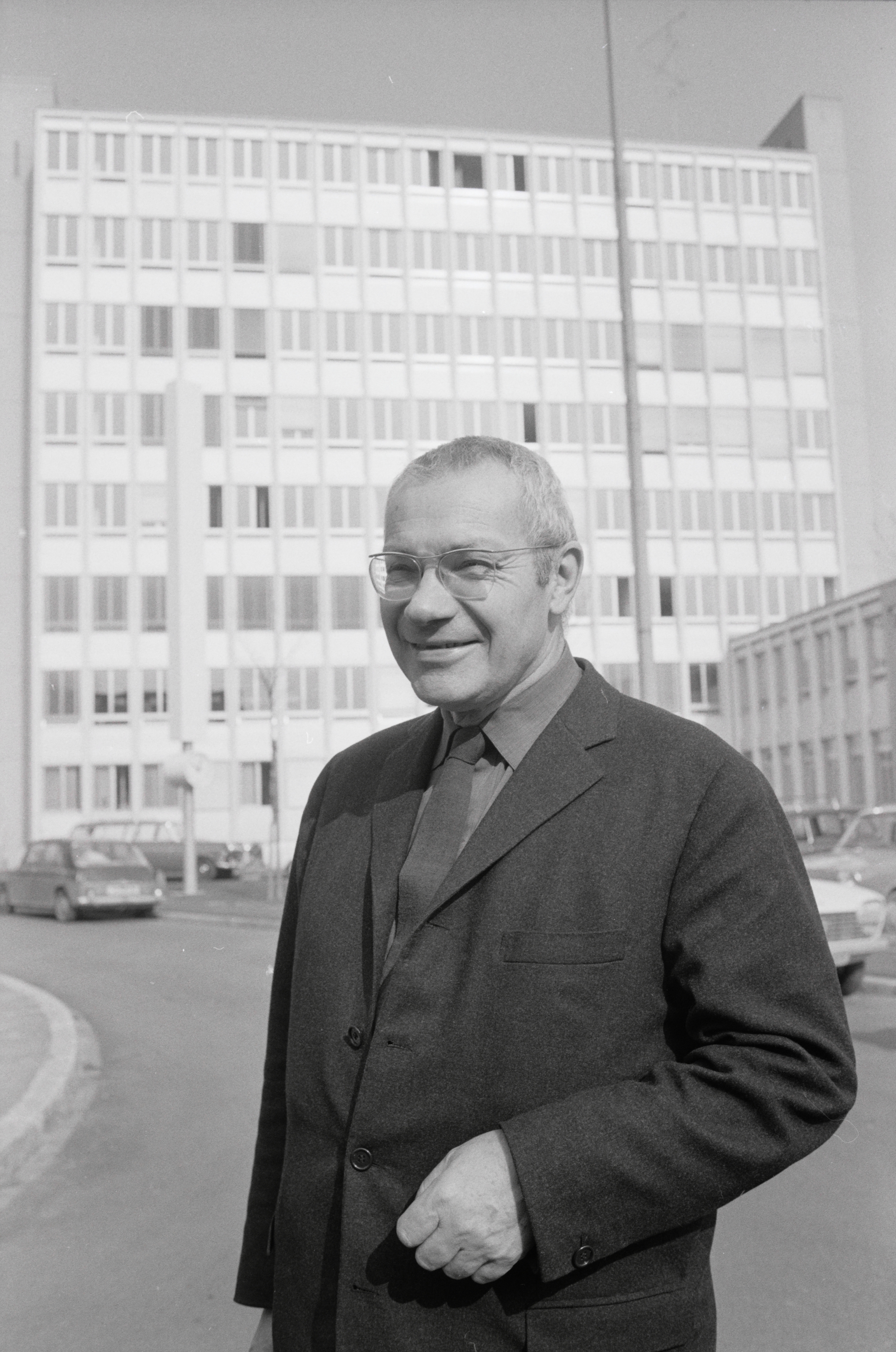
Max Bill 1970

Comologno ist eine Ortschaft in der Gemeinde Onsernone im Kanton Tessin, Schweiz. Bis Ende 1994 bildete sie eine eigene politische Gemeinde.

## Geographie
Das Dorf liegt auf 1085 m ü. M. und ist 26 km von Locarno entfernt. Die ehemalige Gemeinde umfasst neben dem Dorf Comologno die Fraktionen Vocaglia, Corbella, Cappellino und Spruga (letztes Dorf im Tal vor der Grenze zu Italien).

## Wappen
Die ehemalige Stiftung «Schweizer Wappen und Fahnen» erläutert das Wappen wie folgt: «Das Agnus Dei (Lamm Gottes) bezieht sich auf den Schutzpatron der Pfarrkirche, Johannes den Täufer. Die drei Sterne stehen für die Fraktionen [Dörfer] Spruga, Corbella und Vocaglia.»

## Geschichte
Das Dorf findet sich erstmals 1438 als Comolognium erwähnt. Während des Ancien Régime gehörte das Dorf zur Squadra Crana, welche zusammen mit den anderen Dörfern des Tales (mit Ausnahme von Auressio) die aufs Mittelalter zurückgehende Gemeinde Onsernone bildete. Mit der Gründung des Kantons Tessin 1803 wurde Comologno zur eigenständigen Gemeinde.
Auf den 1. Januar 1995 fusionierte Comologno mit Crana und Russo zur Gemeinde Onsernone. Comologno bildet nach wie vor eine eigenständige Bürgergemeinde.

## Bevölkerung
Einwohnerzahlen: Volkszählungsdaten

## Sehenswürdigkeiten
Das Dorfbild ist im Inventar der schützenswerten Ortsbilder der Schweiz (ISOS) als schützenswertes Ortsbild der Schweiz von nationaler Bedeutung eingestuft.

### Sakralbauten
- Pfarrkirche San Giovanni Battista, Grundsteinlegung 1688 (?), mit Glockenturm von 1720[7][8]
- Oratorium Santa Croce im Ortsteil Spruga, erbaut im 17. Jahrhundert[7][8]

### Zivilbauten
- Palast oder Castello della Barca, erbaut 1770 von Architekt Guglielmo Antonio Maria Remonda[7][8]
- Palazzo Gamboni, um 1730[7][8]
- Wohnhaus Remonda oder Palazzo di sotto, 1767[7][8]
- Wohnhaus Enrico Barbaglia, ehemalig Remonda, 1767[7][8]
- Fresken zeitgenössischer Künstler dekorieren einige Häuser im Dorf.[7][8]

## Stiftung
- Associazione Amici di Comologno (Gründung 1966)[9]

## Persönlichkeiten
- Carlo Francesco Remonda (1761–1847), französischer General in den Koalitionskriegen
- Giovan Pietro Buzzini (* 12. Mai 1769 in Spruga; † nach 1812 in Frankreich ?), Militär, Ritter der Ehrenlegion[10]
- Paolo Mordasini (1830–1882), Anwalt, Journalist, Politiker, Tessiner Grossrat und Ständerat
- Augusto Mordasini (1846–1888), Anwalt, Journalist, Politiker, Tessiner Grossrat
- Walther Rode (1876–1934), Rechtsanwalt, Schriftsteller
- Aline Valangin (1889–1986), Schriftstellerin, Pianistin und Psychoanalytikerin